# Наш час настав (серіал)
«Наш час настав» (швед. Vår tid är nu, англ. The Restaurant) — шведський драматичний телесеріал, що складається з 3 сезонів, кожен з яких включає в себе 10 серій. Прем’єра першого сезону серіалу відбулась 2 жовтня 2017 року на SVT1.  Другий сезон вийшов на екрани 1 жовтня 2018 року. Вихід третього сезону запланований на осінь 2019 року. Події у телесеріалі охоплюють кілька десятиліть після закінчення Другої світової війни і обертаються навколо заможної родини Левандер, яка володіє престижним рестораном у центрі Стокгольма. Сценарій до серіалу написав Ульф Квенслер у співавторстві з Юганом Розеліндом і Маліном Невандером. Режисером серіалу є Гаральд Гамрелль.

## Сюжет
Серіал – свого роду сімейна хроніка, що показує життя шведів протягом 25 років. У центрі сюжету знаходиться авторитетна родина Левандер і їх ресторан «Юргордсщелларен» (швед. Djurgårdskällaren). Після закінчення Другої світової війни престижний заклад у самому серці Стокгольма опиняється на межі банкрутства. Щоб зберегти сімейну справу матріарху Хельзі Левандер  доводиться робити важкий вибір, адже її діти мають різні уявлення про майбутнє ресторану. Старший син Густав притримується консервативних поглядів та має намір продовжити працювати за старою схемою. Середній син Петер прагне йти у ногу з часом та розуміє необхідність нагальних змін. Молодша донька Ніна мріє відкрити у бенкетному залі ресторану нічний клуб «DK» та домагається від сім’ї схвалення цієї доволі ризикованої, але прогресивної ідеї. Проте раптова закоханість дівчинки із вищого класу в простого хлопця Калле ставить під загрозу усі її подальші плани.

Творці картини описують відносини Левандерів між собою фразою: «Одна сім'я – тисячі конфліктів». І справді ця родина стикається з драматичними історіями кохання, жахливою брехнею, шантажем, ситуаціями близькими до остаточного розорення.

Події серіалу мають історичний контекст і розгортаються у післявоєнний період. Перший сезон охоплює 1945-1950 роки, другий сезон переносить розвиток сюжету у 1955-1962 роки, а третій сезон відтворює атмосферу 1968-1971 років.

## Список серій
Перший сезон
| № серії  | Українська назва   | Оригінальна назва | Дата виходу       |
| -------- | ------------------ | ----------------- | ----------------- |
| 1 серія  | Мир                | Freden            | 2 жовтня 2017     |
| 2 серія  | Повернення додому  | Hemkomsten        | 9 жовтня 2017     |
| 3 серія  | Ювілей             | Jubileet          | 16 жовтня 2017    |
| 4 серія  | Таємниці           | Hemligheter       | 23 жовтня 2017    |
| 5 серія  | Господар ресторану | Källarmästaren    | 30 жовтня 2017    |
| 6 серія  | Повторне відкриття | Nyöppningen       | 6 листопада 2017  |
| 7 серія  | Частування раками  | Kräftskivan       | 13 листопада 2017 |
| 8 серія  | Угода              | Avtalet           | 20 листопада 2017 |
| 9 серія  | Домогосподарка     | Hemmafrun         | 27 листопада 2017 |
| 10 серія | Надія / Стрибок    | Hoppet            | 4 грудня 2017     |

Другий сезон
| № серії  | Українська назва        | Оригінальна назва      | Дата виходу       |
| -------- | ----------------------- | ---------------------- | ----------------- |
| 1 серія  | Різдвяний подарунок     | Julklappen             | 1 жовтня 2018     |
| 2 серія  | Рок-н-рол               | Rock'n'roll            | 8 жовтня 2018     |
| 3 серія  | Стара родина і нова     | Gamla familjer och nya | 15 жовтня 2018    |
| 4 серія  | Сюрприз від Ніни        | Surprise de Nina       | 22 жовтня 2018    |
| 5 серія  | Книга                   | Boken                  | 29 жовтня 2018    |
| 6 серія  | Белла Італія            | Bella Italia           | 5 листопада 2018  |
| 7 серія  | Справа ціною в 10 тисяч | Tiotusenkronorsfrågan  | 12 листопада 2018 |
| 8 серія  | Проповідь               | Predikan               | 19 листопада 2018 |
| 9 серія  | Власна більшість        | Egen majoritet         | 26 листопада 2018 |
| 10 серія | Похорони                | Begravningen           | 3 грудня 2018     |

## У ролях
Основний склад
- Хедда Штірнстедт[sv] — Ніна Левандер
- Чарлі Густафссон[sv] — Калле Свенссон
- Адам Лундгрен — Петер Левандер
- Матіас Нордквіст[sv] — Густав Левандер
- Сюзанн Рейтер[sv] — Хельга Левандер
- Йозефін Нельден[sv] — Маргарета «Магган» Нільссон

Задіяні актори
- Петер Далле[sv]  – Стіг "Стіккан" Бакке (сезон 1–2)
- Гедда Ренберг[sv]  — Сюзанна Гольдштейн (сезон 1–2)
- Ганс Мейдаль[sv] – Філіп Гольдштейн (сезон 1)
- Кёрлоф, Карин Франц – Ліллі Лідстрем (сезон 1)
- Малін Перссон – Соня Перссон (сезон 1–)
- Іда Енгволь[sv] – Естер Сверд (сезон 1–)
- Тімо Німінен[sv] – Андерс (сезон 1)
- Ганс Фолін – Ерік Ренскельд (сезон 1–)
- Філіп Кууб Олсен – Арвід Левандер (сезон 1–)
- Бйорн Гранат[ru] – Аугуст Другге, "Генерал" (сезон 1)
- Маріка Лінстрем[sv] – Блансефлор Другге (сезон 1)
- Ларс Верінгер[sv] – kreditindrivare (сезон 1)
- Їлль Унг[sv] – Фру Андерссон (сезон 1–2)
- Лінда Молін[sv] – Агнес (сезон 1)
- Мікаель Петерссон[sv] – Таге Ерландер (сезон 1–)
- Інгела Ульссон[sv] – Боян (сезон 2)
- Сімоне Коппо – Анжело (сезон 2–)
- Софі Гробель[sv] – Генрієтта Вінтер (сезон 2)
- Това Магнуссон[sv]  — Норлінг Брітт Ган (сезон 2–)
- Андреас Ротлін Свенссон[sv]  – Сванте Ган (сезон 2–)
- Анна Б’єлкеруд[sv] – Етель Йонссон (сезон 1–)
- Йоран Рагнерстам[sv]  – Курт Рагнарсон (сезон 1–2)
- Кароліна Седерстрем – Астрід Левандер (сезон 1–)
- Расмус Троедссон[sv]  – "Беллан" Рос (сезон 1–)

## Створення серіалу
Ідея та концепція серіалу
Ідея створення телевізійного серіалу про діяльність ресторану в післявоєнній Швеції належить  Югану Росенлінду. Ця тема була обрана ним не випадково. Письменник, маючи досвід роботи в ресторанному бізнесі, розумів, що це середовище являє собою соціум у мініатюрі і дає чудову можливість показати відмінності між різними соціальними прошарками, починаючи від посудомийників до представників вищого класу.

Сценарій до серіалу був написаний в результаті творчого тандему Югана Розенлінда, Маліна Невандера та Ульфа Квенслера, сценариста та режисера таких відомих телесеріалів як "Solsidan" та ”Molanders”.

За словами Ульфа Квенслера «Наш час настав» - це не просто серіал про ресторан і сім'ю, яка ним володіє, це – ідеальна метафора шведської моделі суспільства (т.зв. «Фолькхеммету» або «Народного дому»).  
Практично неможливо знайти інше місце, в якому б люди з верхніх та нижніх щаблів громади співіснували разом на такій обмеженій території.  
Через призму ресторану, як мікрокосму суспільства, глядачі мають змогу побачити, яким чином люди з усіх соціальних груп пристосовувалися до післявоєнних реалій та наскільки різко змінився сам Стокгольм за цей час .  
Виробництво
Серіал є спільним продуктом SVT, Viaplay і Film i Väst під загальним керівництвом Йорана Данастена (SVT). Продюсерами серіалу виступили Сюзанн Білльберґ Рідхольм, компанія «Jarowskij». Функцію виконавчого продюсера виконує Анна Кронеман.
Знімальна група
- Кінорежисер — Гаральд Гамрелль[sv]
- Сценарист — Ульф Квенслер[sv], Юган Розенлінд, Малін Невандер
- Кінопродюсер — Сюзанн Білльберґ Рідхольм, продюсерська компанія «Jarowskij»[sv]

- Композитор — Адам Нордем[sv]
- Кінооператор — Ола Магнестам, Андреас Вессберг
- Кіномонтаж — Андреас Нілссон, Еміль Штенберг, Ерленд Крістоферсен, Linda Jildmalm , Малін Ліндстрем, Рікард Кранц
- Художник-постановник — Габріель де Кнооп, Майкл Хіггінс
- Художник-костюмер — Марі Флікт,  Моніка Валін, Лі Гарпенфелдт, Луїза Дрейк аф Хагельструм

Місце зйомок
Зйомки серіалу почалися в травні 2016 року і в основному відбувалися в Гетеборзі та на його околицях. Серії частково були зняті в місті Юнсеред. Важливою локацією в процесі створення серіалу став замок Nääs у містечку Флуда, що знаходиться в комуні Лерум.

## Сприйняття
Критика
Рейтинг серіалу на сайті Internet Movie Database — 8,1/10  (1 710 голосів).
За підрахунками Mediamätning i Skandinavien серіалові вдалося зібрати рекордну для Швеції кількість глядачів - тільки першу серію подивилися півтора мільйона чоловік! «Наш час настав» - це третій за величиною (після Saltön і Fjällbackamorden) драматичний серіал Швеції за останні десять років.
Серіал є наймасштабнішим проектом SVT за всю історію його існування.  У пресі «Vår tid är nu» називають шведською відповіддю британському телесеріалу «Абатство Даунтон» .  
Номінації та нагороди
В 2018 році серіал переміг на шведській церемонії вручення телевізійних нагород «Kristallen» у двох номінаціях: «Драма року»  (швед. Årets TV-drama 2018) та «Актриса року» (швед. Årets Kvinnliga Skådespelerska i en TV-Produktion 2018). Остання премія дісталася Хедді Штірнстедт за роль Ніни Левандер. 